# 帕普湖
57°49′00″N 27°01′55″E / 57.8167717°N 27.0318439°E

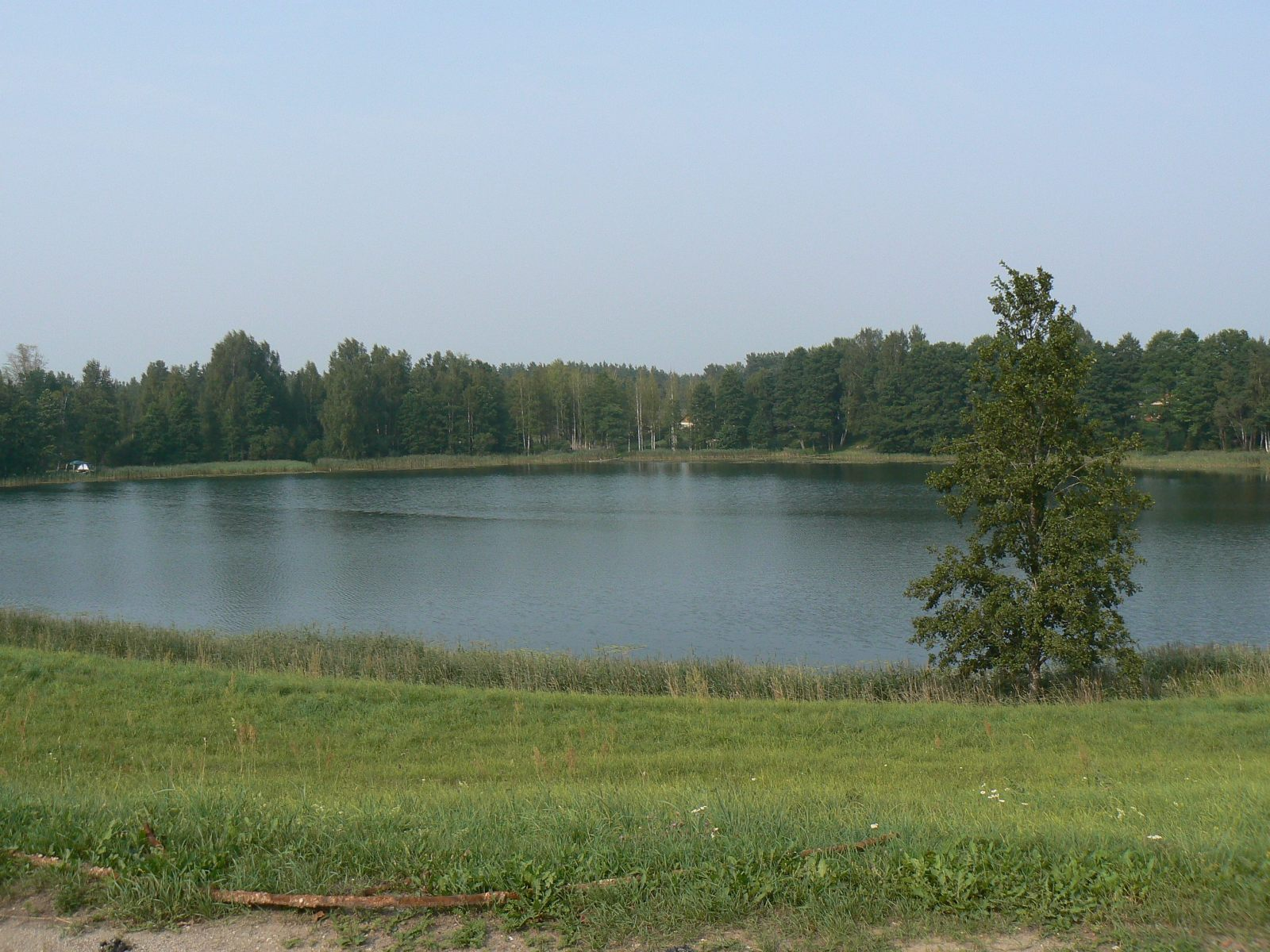

帕普湖，是愛沙尼亞的湖泊，位於該國東南部，由塔爾圖縣負責管轄，長0.4公里、寬0.2公里，面積0.48平方公里，湖岸線長度0.96公里，平均水深16米，最大水深16米。